# Пальчис, Эдуард Александрович
Эдуард Александрович Па́льчис (бел. Эдуард Аляксандравіч Пальчыс; род. 28 октября 1990) — белорусский блогер и общественный активист. Организатор праздничных митингов на День Воли 2018 и 2019 года. С 2014 по 2016 год вёл анонимный блог под псевдонимом Джон Сильвер. Был задержан 27 сентября 2020 года за участие в пикетах во время сбора подписей в поддержку выдвижения кандидатов в президенты Беларуси. После отбытия 30 суток ареста не был освобождён и впоследствии был приговорён к 13 годам колонии. Правозащитные организации Беларуси признали Эдуарда политическим заключённым.

## Биография
Эдуард Пальчис родился 28 октября 1990 года в городе Лида. Стал лауреатом специального фонда президента Беларуси по социальной поддержке одарённых детей в 2008 году. В то же время поступил на истфак БГУ. В 2013 году, за два месяца до выпуска, забрал документы и покинул учреждение образования; позже он объяснил своё решение тем, что не видит смысла в «бесполезных и не котируемых в мире дипломах». В 2014 году работал маркетологом по социальным сетям (SMM) в одной из минских компаний, а также подрабатывал репетитором по истории.

## Общественная деятельность

### Деятельность под псевдонимом Джон Сильвер
В сентябре 2014 года Эдуард Пальчис создал сайт 1863x.com, на котором публиковал резонансные расследования и актуальные политические новости. При этом вся деятельность велась анонимно под псевдонимом Джон Сильвер. В неподписанных материалах подвергались острой критике режимы Лукашенко и Путина. По данным экспертов Белорусской ассоциации журналистов (БАЖ), основную аудиторию сайта составляли пользователи социальных сетей, увлечённые исторической и патриотической тематикой. В мае 2015 года на своём сайте Пальчис сообщил, что его личность раскрыта.
В 2015 году публикации на сайте 1863х.com привлекли внимание силовых структур. Пальчис был задержан белорусскими силовиками, затем обвинён в разжигании розни. После СИЗО Эдуард месяц принудительно находился в психиатрической клинике. Официальным основанием для этого стало проведение судебно-психиатрической экспертизы. В начале октября 2015 года, нарушив подписку о невыезде, Пальчис покинул Беларусь.

### Дело о экстремизме и распространении порнографии
В январе 2016 года Эдуард был задержан при пересечении границы России и Украины по запросу белорусских властей; он был помещён в тюрьму Брянска, а в мае 2016 года экстрадирован в Беларусь. Пальчису было предъявлено официальное обвинение в разжигании национальной и религиозной розни (ч. 1 ст. 130 УК РБ), а также в распространении порнографии (ч. 2 ст. 343 УК РБ).
25 августа 2016 года суд Центрального района Минска признал экстремистскими девять статей Пальчиса, размещённых на сайте 1863х.com. По просьбе правозащитников была проведена независимая экспертиза, которая не выявила признаков экстремизма в указанных материалах. Специальное заявление, подготовленное правозащитниками, не подтвердило призывов к насилию, национальной розни и войне. Также в статьях Пальчиса эксперты не выявили угроз национальной безопасности. Белорусский правозащитник Алесь Беляцкий заявил, что обвинение Эдуарда в распространении порнографии «притянуто» для дискредитации блогера .
В октябре 2016 года начался закрытый судебный процесс. Активисты оппозиционных молодёжных организаций устроили акцию протеста, требуя прекращения уголовного преследования Пальчиса. Прокурор потребовал 3,5 года лишения свободы, однако городской суд Минска приговорил блогера к году и девяти месяцам ограничения свободы. Также блогера обязали возместить процессуальные издержки. После вынесения приговора Эдуард был освобождён из зала суда под подписку о невыезде. Большую часть срока Эдуард провёл в следственном изоляторе. Белорусские правозащитники признали блогера политическим заключённым.

### Деятельность после освобождения
В марте 2017 года участвовал в митинге против строительства бизнес-центра в Куропатах, за что позднее был оштрафован. В конце августа объявил о старте гражданской кампании по наблюдению за военными учениями «Запад — 2017». 19 сентября 2017 года совместно с Дмитрием Дашкевичем передал в Министерство культуры документ с обоснованием исторической ценности национальных символов страны. Призывал писать письма политическим заключённым. В 2017 году Пальчис инициировал и стал одним из организаторов общественной кампании по широкому празднованию 100-летия Белорусской Народной Республики:

Годами политические партии и лидеры хайпили: присваивали себе дату и пытались делать рейтинги. Мы хотим, чтобы 25 марта получило формат национального праздника. А у нас десятилетиями это антирежимный митинг.
— Пальчис в программе «Размова дня»
В 2018 ходу отметился статьёй, в которой разыграл «инсайдерский» телеграм-канал «Незыгарь» недостоверной информацией о инсульте Александра Лукашенко. В этом же году перестал обновлять сайт, а новые посты начал публиковать в своём telegram-канале «PALCHYS». Эдуард объяснил это тем, что на первое место для себя поставил общественную деятельность, а не написание статей. 3 января 2018 года провёл акцию протеста по переименованию минского барбершопа «Чекист», в ходе которой предложил основателям бизнеса бесплатную рекламную кампанию в случае выполнения требований. Позднее за эту акцию был заочно оштрафован. 4 апреля 2018 года был оштрафован судом Фрунзенского района Минска за сбор подписей в поддержку белорусского языка.
В феврале 2019 года стал одним из организаторов сбора средств для пострадавших и родственников убитых во время нападения на школу в Столбцах. Вновь выступил организатором празднования Дня Воли, а также поддержал идею перенести концерт из Минска в Гродно.

### Дело о массовых беспорядках
Со стартом предвыборной кампании 2020 года в стране начались задержания блогеров. Пальчис объяснял это тем, что для власти блогеры начали представлять политическую угрозу. Сам Эдуард был задержан 27 сентября 2020 года для отбытия 30 суток ареста за участие в несанкционированных пикетах. По окончании срока ареста блогер не был освобождён. Позже ему было предъявлено обвинение в организации массовых беспорядков.
20 апреля 2021 года суд Партизанского района г. Минска признал телеграм-канал «PALCHYS» экстремистским, после чего канал был внесён в республиканский список экстремистских материалов.
6 декабря 2021 в закрытом режиме в Минске начался суд. Эдуарду были предъявлены обвинения в разжигании вражды группой лиц (ч. 3 ст. 130 УК РБ), организации массовых беспорядков (ч. 1 ст. 293 УК РБ), организации действий, нарушающих общественный порядок (ч. 1 ст. 342 УК РБ), и в призывах к действиям в ущерб национальной безопасности (ч. 3 ст. 369 УК РБ). Эдуард заявил отвод всему составу суда, а адвокат запросил ходатайство об изменении меры пресечения. Судья отклонил отвод и ходатайство. Сам Пальчис заявил, что «не будет участвовать в цирке». Также стало известно, что по делу Пальчиса свидетелем проходит Роман Протасевич.
Оглашение приговора было назначено на 17 декабря 2021 года. Судья признал блогера виновным по всем пунктам обвинения и приговорил его к 13 годам колонии. Помимо этого суд обязал блогера выплатить 575 тысяч белорусских рублей ряду государственных предприятий. По мнению суда, Эдуард своими действиями нанёс им имущественный вред.
По информации от жены, первые три месяца колонии Эдуард практически не выходил из ШИЗО. Летом 2022 года был отправлен в помещение камерного типа за саботаж работы на промышленной зоне. 17 августа 2022 года стало известно, что Пальчису ужесточили наказание и он был переведён из колонии в могилёвскую тюрьму № 4.

## Личная жизнь
Женат на Виктории Пальчис. 16 декабря 2020 года, когда арестованный Пальчис ожидал суда, у него родилась дочь Эмилия.

## Оценка деятельности
По оценке журналиста «Нашей Нивы» Дмитрия Панковца, на своём примере Эдуард Пальчис показал, что белорусский национализм может быть популярным. Блогер воодушевлял тысячи людей узнавать об истории Беларуси, переосмысливать наследие и современность.
Общественный деятель и советник Светланы Тихановской Франак Вячорка указывал, что Пальчис вдохновил многих белорусов на то, чтобы перейти в Телеграм. Он назвал Эдуарда создателем концепции, согласно которой белорусское информационное поле должно находиться в Телеграме.
Журналистка «Радыё Свабода» Екатерина Марковская назвала Эдуарда идеологом современного белорусского национализма.